# Enciclopedia filosofica
La Enciclopedia filosofica è una enciclopedia di temi filosofici promossa dal Centro di Studi filosofici di Gallarate ed edita, nella sua terza ed ultima edizione del 2006, dalla casa editrice Bompiani di Milano.
La prima edizione della Enciclopedia filosofica fu promossa dal Centro di Studi filosofici di Gallarate negli anni '50, vedendo la luce negli anni 1957-58. Una seconda edizione, edita dalla casa editrice Sansoni di Firenze, fu pubblicata negli anni 1968-69, venendo ristampata nel 1979.
La terza ed ultima edizione, quella edita dalla Bompiani del 2006, intende con oltre diecimila voci curate da circa mille accademici, italiani e non, e distribuite in dodici volumi per complessive 12.496 pagine, coprire l'intero sapere filosofico e delle discipline affini.

## Direzione generale
- Direttore: Virgilio Melchiorre
- Condirettori: Paul Gilbert, Michele Lenoci, Antonio Pieretti
- Coordinamento generale: Massimo Marassi

## Direttori di sezione
- Antropologia filosofica: Francesco Botturi
- Diritto, politica: Francesco Viola
- Ebraismo: Elena L. Bartolini
- Economia: Sergio Cremaschi
- Estetica: Sergio Givone
- Etica: Carmelo Vigna
- Filosofia analitica, filosofia del linguaggio, filosofia della mente: Antonio Pieretti
- Filosofia cinese: Alfredo Cadonna
- Filosofia giapponese: Giuseppe Forzani
- Filosofia indiana: Gianluca Magi, Mario Piantelli
- Islamismo: Alberto Ventura
- Metafisica: Virgilio Melchiorre
- Pedagogia: Mario Gennari
- Psicologia: Guido Cimino e Mauro Fornaro
- Sociologia: Paolo Volonté
- Storia della filosofia antica: Enrico Berti
- Storia della filosofia medievale: Alessandro Ghisalberti
- Storia della filosofia dal rinascimento all’età kantiana: Gregorio Piaia
- Storia della filosofia moderna da Kant a Nietzsche: Claudio Ciancio
- Storia della filosofia contemporanea: Marco Maria Olivetti
- Storia della scienza: Roberto Maiocchi
- Storia delle religioni: Maria Vittoria Cerutti
- Teologia, filosofia delle religioni: Paul Gilbert
- Teoria della conoscenza, filosofia della scienza, logica: Sergio Galvan